# Bertrand Van Effenterre
Bertrand Van Effenterre (París, 2 de març de 1946) és un director, guionista i productor de cinema francès. La seva pel·lícula Côté cœur, côté jardin fou exhibida com a part de la secció oficial al Festival Internacional de Cinema de Sant Sebastià 1984. I la pel·lícula Tumultes es va projectar a la secció Un Certain Regard al 43è Festival Internacional de Cinema de Canes de 1990.

## Filmografia

### Cinema
- 1974 : Erica Minor amb Juliet Berto i Brigitte Fossey
- 1979 : Mais ou et donc Ornicar amb Geraldine Chaplin i Jean-François Stévenin
- 1983 : Le Bâtard amb Gérard Klein
- 1984 : Côté cœur, côté jardin amb Julie Jézéquel
- 1990 : Tumultes amb Bruno Crémer
- 1993 : Poisson-lune, amb Anémone i Robin Renucci
- 2004 : Tout pour l'oseille, amb Sylvie Testud et Bruno Putzulu

### Televisió
- 1992 : Maigret et la maison du juge, amb Bruno Cremer i Michel Bouquet
- 1992 : Maigret et la nuit du carrefour, amb Bruno Cremer i Roland Blanche
- 1995 : Une femme dans la tempête
- 1996 : Madame le Consul, episodi : Pili, prince des rues
- 1996 : Noces cruelles
- 1996 : Madame le Proviseur, episodi : Bob et Samantha
- 1998 : Quand un ange passe
- 2002 : Le pont de l'aigle
- 2004 : Les Cordier, juge et flic, episodi : Liens de sang
- 2005 : Commissaire Cordier, episodi : Un crime parfait
- 2006 : Commissaire Cordier, episodi : Toutes peines confondues
- 2006 : Sauveur Giordano, episodi : Doubles vies
- 2007 : Sauveur Giordano, episodi : Aspirant officier
- 2007 : Sauveur Giordano, episodi : Rendez-moi mon bébé
- 2007 : Paris, enquêtes criminelles
  - Addiction
  - L'ange de la Mort
  - Un homme de trop
  - Le justicier de l'ombre
- 2009 : Sœur Thérèse.com, episodi : Juliette est de retour
- 2010 : Sœur Thérèse.com, episodi : Pardon ma sœur
- 2014 : La Clef des champs